# Leagues Cup 2024
Navigation
2023 2025
La Leagues Cup 2024 est la quatrième édition de la Leagues Cup, une compétition nord-américaine de soccer (football) organisée conjointement par la Major League Soccer et la Liga MX qui met aux prises toutes les équipes des deux ligues.
Toutes les équipes de MLS et de Liga MX (47 au total) participeront au tournoi, les deux ligues prenant une pause dans leurs saisons respectives pour participer au tournoi.
De plus, les finalistes de la Leagues Cup et l'équipe qui termine à la troisième place gagnent des places pour la Coupe des champions 2025, le vainqueur accédant automatiquement aux huitièmes de finale de ce tournoi.

## Format
La Leagues Cup 2024 est la deuxième édition où toutes les équipes de Major League Soccer et de Liga MX participeront. Le vainqueur de la Coupe MLS 2023 et le champion de la Clausura 2023/de l'Apertura 2023 avec le plus grand nombre de points cumulés en 2023 se qualifieront automatiquement pour les huitièmes de finale. Les 45 équipes restantes sont réparties en 15 groupes de trois et ces groupes sont répartis en quatre régions.
Pour la phase de groupes, les équipes joueront un match contre chaque équipe de leur groupe. Tous les matchs auront lieu aux États-Unis/au Canada, les équipes MLS jouant à domicile et les matchs intra-Liga MX seront jouées dans des stades déterminés en fonction de la région. Il n’y aura aucun match nul pendant la phase de groupes. En cas d’égalité après 90 minutes, un point est attribué à chaque club et une séance de tirs au but permettra d’attribuer un point supplémentaire. Trois points sont attribués pour une victoire en temps réglementaire.
Les deux meilleures équipes de chaque groupe se qualifient pour les seizièmes de finale, rejoignant les vainqueurs de la Coupe MLS et le champion de Liga MX le mieux classé. Cette phase du tournoi sera un format à élimination directe en cinq manches avec un match pour la troisième place. Les deux finalistes et l'équipe de troisième place gagneront des places pour la Coupe des champions 2025, le vainqueur se qualifiant automatiquement pour les huitièmes de finale de la compétition.

## Équipes et tirage au sort
La compétition réunit les 47 clubs des deux ligues : 29 de la MLS et 18 de la Liga MX. Les équipes sont classées sur la base d'un combiné des deux ligues en utilisant le classement général de la saison 2023 pour la MLS et les classements combinés de la Clausura 2023 et de l'Apertura 2023 pour la Liga MX. Les champions de chaque ligue accèdent directement à la phase à élimination directe. Les équipes sont ensuite divisées en trois chapeaux et sont chacune reparties dans les groupes.
| Chapeau 1                            | Chapeau 2               | Chapeau 3             |
| ------------------------------------ | ----------------------- | --------------------- |
| Club América                         | Real Salt Lake          | Cruz Azul FC          |
| CF Monterrey                         | Nashville SC            | CF Montréal           |
| FC Cincinnati                        | Whitecaps de Vancouver  | D.C. United           |
| Orlando City SC                      | FC Dallas               | Fire de Chicago       |
| CD Guadalajara                       | Pumas UNAM              | Austin FC             |
| Crew de Columbus                     | Club Puebla             | Querétaro FC          |
| St. Louis City SC                    | Sporting de Kansas City | Atlas FC              |
| Tigres UANL                          | Earthquakes de San José | Club Tijuana          |
| Union de Philadelphie                | Red Bulls de New York   | Galaxy de Los Angeles |
| Revolution de la Nouvelle-Angleterre | Charlotte FC            | Inter Miami CF        |
| Deportivo Toluca FC                  | Timbers de Portland     | FC Juárez             |
| Club León                            | Atlético San Luis       | Club Necaxa           |
| Sounders de Seattle                  | Club Santos Laguna      | Mazatlán FC           |
| CF Pachuca                           | New York City FC        | Rapids du Colorado    |
| Los Angeles FC                       | Minnesota United FC     | Toronto FC            |
| Dynamo de Houston                    |                         |                       |
| Atlanta United FC                    |                         |                       |

## Avantage du terrain
Les quatre meilleures équipes de la Liga MX bénéficient de « droits de stade » qui leur permettent d'accueillir des équipes dans une région avec priorité sur la plupart des équipes de la MLS :
- Le Club América joue au Snapdragon Stadium de San Diego en seizièmes de finale, ils bénéficient de l'avantage du terrain jusqu'en demi-finale.
- Monterrey joue ses deux matchs de groupe au Q2 Stadium d'Austin, l'avantage du terrain dure jusqu'en huitièmes de finale.
- Guadalajara joue en Californie, l'avantage du terrain dure jusqu'en seizièmes de finale.
- Les Tigres UANL joue au Texas, l'avantage du terrain s'applique seulement pour la phase de groupes

## Calendrier
| Tour             | Date                     |
| ---------------- | ------------------------ |
| Phase de groupes | 26 juillet - 6 août 2024 |
| 16e de finale    | 7-9 août 2024            |
| 8e de finale     | 12-13 août 2024          |
| Quarts de finale | 16-17 août 2024          |
| Demi-finale      | 20-21 août 2024          |
| 3e place         | 25 août 2024             |
| Finale           | 25 août 2024             |

## Phase de groupes
Les 15 groupes — ainsi que leurs zones géographiques — de cette compétition mettant aux prises les clubs de la Major League Soccer et ceux de la Liga MX sont annoncés le 31 janvier 2024. Chaque équipe dispute deux parties et les deux meilleures formations passent au tour suivant. Le Crew de Columbus et le Club América, champions respectifs de la MLS et de la Liga MX, ont obtenu un laissez-passer pour la phase de groupes.
Les horaires indiqués sont en heure de l'Est (UTC−4 puisqu'en heure d'été), sauf indications contraires.
Légende des classements
- Qualifié pour les seizièmes de finale

### Est 1
| Rang | Équipe           | Pts | J | G | Gt | Pt | P | Bp | Bc | Diff |  | Résultats (▼ dom., ► ext.) | CIN | NYC | QUE |
| ---- | ---------------- | --- | - | - | -- | -- | - | -- | -- | ---- |  | -------------------------- | --- | --- | --- |
| 1    | FC Cincinnati    | 6   | 2 | 2 | 0  | 0  | 0 | 5  | 2  | +3   |  | FC Cincinnati              |     | 5-2 | 1-0 |
| 2    | New York City FC | 2   | 2 | 0 | 1  | 0  | 1 | 2  | 4  | -2   |  | New York City FC           |     |     | 0-0 |
| 3    | Querétaro FC     | 1   | 2 | 0 | 0  | 1  | 1 | 0  | 1  | -1   |  | Querétaro FC               |     |     |     |

| 28 juillet 2024 | New York City FC                         | 0 - 0             | Querétaro FC                                    | Yankee Stadium, New York   |                            |
| 20h00           |                                          | (0 - 0)           |                                                 | Arbitrage : Keylor Herrera | Arbitrage : Keylor Herrera |
| 20h00           | Rapport                                  |                   |                                                 | Arbitrage : Keylor Herrera | Arbitrage : Keylor Herrera |
| 20h00           | Martínez · Martins · Morález · Mijatović | Tirs au but 4 - 3 | Barrera · Sosa · Lértora · Escamilla · Cisneros | Arbitrage : Keylor Herrera | Arbitrage : Keylor Herrera |

| 1er août 2024 | FC Cincinnati | 1 - 0   | Querétaro FC | TQL Stadium, Cincinnati                            |                                                    |
| 20h00         | Asad 64e      | (0 - 0) |              | Spectateurs : 24 566 Arbitrage : Randy Encarnación | Spectateurs : 24 566 Arbitrage : Randy Encarnación |
| 20h00         | Rapport       |         |              | Spectateurs : 24 566 Arbitrage : Randy Encarnación | Spectateurs : 24 566 Arbitrage : Randy Encarnación |

| 5 août 2024 | FC Cincinnati                                | 4 - 2   | New York City FC              | TQL Stadium, Cincinnati                       |                                               |
| 20h00       | Bucha 79e · Asad 82e · Kubo 86e · Santos 89e | (0 - 1) | 25e Rodríguez · 61e Mijatović | Spectateurs : 22 098 Arbitrage : Ismael López | Spectateurs : 22 098 Arbitrage : Ismael López |
| 20h00       | Rapport                                      |         |                               | Spectateurs : 22 098 Arbitrage : Ismael López | Spectateurs : 22 098 Arbitrage : Ismael López |

### Est 2
| Rang | Équipe            | Pts | J | G | Gt | Pt | P | Bp | Bc | Diff |  | Résultats (▼ dom., ► ext.) | ORL | MTL | ASL |
| ---- | ----------------- | --- | - | - | -- | -- | - | -- | -- | ---- |  | -------------------------- | --- | --- | --- |
| 1    | Orlando City SC   | 5   | 2 | 1 | 1  | 0  | 0 | 5  | 2  | +3   |  | Orlando City SC            |     | 4-1 | 1-1 |
| 2    | CF Montréal       | 3   | 2 | 1 | 0  | 0  | 1 | 4  | 6  | -2   |  | CF Montréal                |     |     |     |
| 3    | Atlético San Luis | 1   | 2 | 0 | 0  | 1  | 1 | 3  | 4  | -1   |  | Atlético San Luis          |     | 2-3 |     |

| 26 juillet 2024 | Orlando City SC                                         | 4 - 1   | CF Montréal  | Inter&Co Stadium, Orlando                        |                                                  |
| 20h00           | Þórhallsson 7e · Torres 37e · Enrique 45+2e · Ojeda 57e | (3 - 0) | 69e Martínez | Spectateurs : 16 033 Arbitrage : Adonai Escobedo | Spectateurs : 16 033 Arbitrage : Adonai Escobedo |
| 20h00           | Rapport                                                 |         |              | Spectateurs : 16 033 Arbitrage : Adonai Escobedo | Spectateurs : 16 033 Arbitrage : Adonai Escobedo |

| 30 juillet 2024 | Atlético San Luis                    | 2 - 3   | CF Montréal                            | Stade Saputo, Montréal                         |                                                |
| 19h00           | Boli 77e (pen.) · Damm 90+13e (pen.) | (0 - 2) | 17e Pearce · 27e Cóccaro · 82e Ibrahim | Spectateurs : 17 314 Arbitrage : Juan Calderón | Spectateurs : 17 314 Arbitrage : Juan Calderón |
| 19h00           | Rapport                              |         |                                        | Spectateurs : 17 314 Arbitrage : Juan Calderón | Spectateurs : 17 314 Arbitrage : Juan Calderón |

| 4 août 2024 | Orlando City SC                                      | 1 - 1             | Atlético San Luis                                    | Inter&Co Stadium, Orlando                      |                                                |
| 20h00       | Enrique 45+6e                                        | (1 - 0)           | 71e Dourado                                          | Spectateurs : 15 662 Arbitrage : Mario Escobar | Spectateurs : 15 662 Arbitrage : Mario Escobar |
| 20h00       | Rapport                                              |                   |                                                      | Spectateurs : 15 662 Arbitrage : Mario Escobar | Spectateurs : 15 662 Arbitrage : Mario Escobar |
| 20h00       | Lodeiro · McGuire · Cartagena · Santos · Þórhallsson | Tirs au but 5 - 4 | Vitinho · Salles-Lamonge · Piccini · Bonatini · Boli | Spectateurs : 15 662 Arbitrage : Mario Escobar | Spectateurs : 15 662 Arbitrage : Mario Escobar |

### Est 3
| Rang | Équipe         | Pts | J | G | Gt | Pt | P | Bp | Bc | Diff |  | Résultats (▼ dom., ► ext.) | TIG | MIA | PUE |
| ---- | -------------- | --- | - | - | -- | -- | - | -- | -- | ---- |  | -------------------------- | --- | --- | --- |
| 1    | Tigres UANL    | 6   | 2 | 2 | 0  | 0  | 0 | 4  | 2  | +2   |  | Tigres UANL                |     | 2-1 | 2-1 |
| 2    | Inter Miami CF | 3   | 2 | 1 | 0  | 0  | 1 | 3  | 2  | +1   |  | Inter Miami CF             |     |     |     |
| 3    | Club Puebla    | 0   | 2 | 0 | 0  | 0  | 2 | 1  | 4  | -3   |  | Club Puebla                |     | 0-2 |     |

| 27 juillet 2024 | Club Puebla | 0 - 2   | Inter Miami CF        | Chase Stadium, Fort Lauderdale                |                                               |
| 20h00           |             | (0 - 1) | 9e Rojas · 72e Suárez | Spectateurs : 16 490 Arbitrage : Selvin Brown | Spectateurs : 16 490 Arbitrage : Selvin Brown |
| 20h00           | Rapport     |         |                       | Spectateurs : 16 490 Arbitrage : Selvin Brown | Spectateurs : 16 490 Arbitrage : Selvin Brown |

| 31 juillet 2024 | Tigres UANL            | 2 - 1   | Club Puebla | Shell Energy Stadium, Houston  |                                |
| 20h30 UTC−5     | Córdova 2e · Reyes 85e | (1 - 1) | 12e de Buen | Arbitrage : Armando Villarreal | Arbitrage : Armando Villarreal |
| 20h30 UTC−5     | Rapport                |         |             | Arbitrage : Armando Villarreal | Arbitrage : Armando Villarreal |

| 3 août 2024 | Tigres UANL              | 2 - 1   | Inter Miami CF     | NRG Stadium, Houston                            |                                                 |
| 19h00 UTC−5 | Brunetta 18e · Vigón 84e | (1 - 0) | 74e (pen.) Campana | Spectateurs : 46 080 Arbitrage : Ismael Cornejo | Spectateurs : 46 080 Arbitrage : Ismael Cornejo |
| 19h00 UTC−5 | Rapport                  |         |                    | Spectateurs : 46 080 Arbitrage : Ismael Cornejo | Spectateurs : 46 080 Arbitrage : Ismael Cornejo |

### Est 4
| Rang | Équipe                | Pts | J | G | Gt | Pt | P | Bp | Bc | Diff |  | Résultats (▼ dom., ► ext.) | PHI | CRU | CLT |
| ---- | --------------------- | --- | - | - | -- | -- | - | -- | -- | ---- |  | -------------------------- | --- | --- | --- |
| 1    | Union de Philadelphie | 2   | 2 | 1 | 0  | 1  | 0 | 2  | 1  | +1   |  | Union de Philadelphie      |     | 1-1 | 1-0 |
| 2    | Cruz Azul FC          | 3   | 2 | 0 | 1  | 1  | 0 | 1  | 1  | 0    |  | Cruz Azul FC               |     |     |     |
| 3    | Charlotte FC          | 2   | 2 | 0 | 1  | 0  | 1 | 0  | 1  | -1   |  | Charlotte FC               |     | 0-0 |     |

| 27 juillet 2024 | Union de Philadelphie | 1 - 0   | Charlotte FC | Subaru Park, Chester                         |                                              |
| 20h00           | Baribo 33e            | (1 - 0) |              | Spectateurs : 18 514 Arbitrage : Marco Ortiz | Spectateurs : 18 514 Arbitrage : Marco Ortiz |
| 20h00           | Rapport               |         |              | Spectateurs : 18 514 Arbitrage : Marco Ortiz | Spectateurs : 18 514 Arbitrage : Marco Ortiz |

| 31 juillet 2024 | Charlotte FC                              | 0 - 0             | Cruz Azul FC                       | Bank of America Stadium, Charlotte           |                                              |
| 20h00           |                                           | (0 - 0)           |                                    | Spectateurs : 13 367 Arbitrage : Bryan López | Spectateurs : 13 367 Arbitrage : Bryan López |
| 20h00           | Rapport                                   |                   |                                    | Spectateurs : 13 367 Arbitrage : Bryan López | Spectateurs : 13 367 Arbitrage : Bryan López |
| 20h00           | Świderski · Westwood · Agyemang · Bronico | Tirs au but 4 - 2 | Antuna · Rodríguez · Rivero · Romo | Spectateurs : 13 367 Arbitrage : Bryan López | Spectateurs : 13 367 Arbitrage : Bryan López |

| 4 août 2024 | Union de Philadelphie                  | 1 - 1             | Cruz Azul FC                                  | Subaru Park, Chester                           |                                                |
| 20h00       | Gazdag 88e                             | (0 - 1)           | 41e Rotondi                                   | Spectateurs : 18 680 Arbitrage : Jorge Camacho | Spectateurs : 18 680 Arbitrage : Jorge Camacho |
| 20h00       | Rapport                                |                   |                                               | Spectateurs : 18 680 Arbitrage : Jorge Camacho | Spectateurs : 18 680 Arbitrage : Jorge Camacho |
| 20h00       | Gazdag · Elliott · Martínez · Adeniran | Tirs au but 3 - 5 | Piovi · Montaño · Ditta · Rotondi · Sepúlveda | Spectateurs : 18 680 Arbitrage : Jorge Camacho | Spectateurs : 18 680 Arbitrage : Jorge Camacho |

### Est 5
| Rang | Équipe                               | Pts | J | G | Gt | Pt | P | Bp | Bc | Diff |  | Résultats (▼ dom., ► ext.)           | NE | MAZ | NSH |
| ---- | ------------------------------------ | --- | - | - | -- | -- | - | -- | -- | ---- |  | ------------------------------------ | -- | --- | --- |
| 1    | Revolution de la Nouvelle-Angleterre | 5   | 2 | 1 | 1  | 0  | 0 | 2  | 1  | +1   |  | Revolution de la Nouvelle-Angleterre |    | 1-0 | 1-1 |
| 2    | Mazatlán FC                          | 3   | 2 | 1 | 0  | 0  | 1 | 2  | 1  | +1   |  | Mazatlán FC                          |    |     |     |
| 3    | Nashville SC                         | 1   | 2 | 0 | 0  | 1  | 1 | 1  | 3  | -2   |  | Nashville SC                         |    | 0-2 |     |

| 27 juillet 2024 | Revolution de la Nouvelle-Angleterre | 1 - 0   | Mazatlán FC | Gillette Stadium, Foxborough                   |                                                |
| 20h00           | Panayotou 69e                        | (0 - 0) |             | Spectateurs : 16 009 Arbitrage : Oshane Nation | Spectateurs : 16 009 Arbitrage : Oshane Nation |
| 20h00           | Rapport                              |         |             | Spectateurs : 16 009 Arbitrage : Oshane Nation | Spectateurs : 16 009 Arbitrage : Oshane Nation |

| 31 juillet 2024 | Nashville SC | 0 - 2   | Mazatlán FC    | Geodis Park, Nashville                         |                                                |
| 20h00 UTC−5     |              | (0 - 0) | 47e 54e Árciga | Spectateurs : 25 772 Arbitrage : Lizzet García | Spectateurs : 25 772 Arbitrage : Lizzet García |
| 20h00 UTC−5     | Rapport      |         |                | Spectateurs : 25 772 Arbitrage : Lizzet García | Spectateurs : 25 772 Arbitrage : Lizzet García |

| 6 août 2024 | Revolution de la Nouvelle-Angleterre                  | 1 - 1             | Nashville SC                                     | Gillette Stadium, Foxborough                    |                                                 |
| 19h30       | Wood 3e                                               | (1 - 1)           | 5+1e Surridge                                    | Spectateurs : 13 538 Arbitrage : Alyssa Nichols | Spectateurs : 13 538 Arbitrage : Alyssa Nichols |
| 19h30       | Rapport                                               |                   |                                                  | Spectateurs : 13 538 Arbitrage : Alyssa Nichols | Spectateurs : 13 538 Arbitrage : Alyssa Nichols |
| 19h30       | McNamara · Polster · Harkes · Arreaga · Boateng · Bye | Tirs au but 5 - 4 | Mukhtar · Sejdić · Godoy · Pérez · Muyl · Lovitz | Spectateurs : 13 538 Arbitrage : Alyssa Nichols | Spectateurs : 13 538 Arbitrage : Alyssa Nichols |

### Est 6
| Rang | Équipe                | Pts | J | G | Gt | Pt | P | Bp | Bc | Diff |  | Résultats (▼ dom., ► ext.) | TOR | PAC | NYR |
| ---- | --------------------- | --- | - | - | -- | -- | - | -- | -- | ---- |  | -------------------------- | --- | --- | --- |
| 1    | Toronto FC            | 5   | 2 | 1 | 1  | 0  | 0 | 2  | 1  | +1   |  | Toronto FC                 |     |     |     |
| 2    | CF Pachuca            | 2   | 2 | 0 | 1  | 0  | 1 | 2  | 3  | -1   |  | CF Pachuca                 | 1-2 |     | 1-1 |
| 3    | Red Bulls de New York | 2   | 2 | 0 | 0  | 1  | 1 | 1  | 1  | 0    |  | Red Bulls de New York      | 0-0 |     |     |

| 27 juillet 2024 | Red Bulls de New York                                         | 0 - 0             | Toronto FC                                                                   | Red Bull Arena, Harrison                        |                                                 |
| 20h00           |                                                               | (0 - 0)           |                                                                              | Spectateurs : 10 958 Arbitrage : Víctor Cáceres | Spectateurs : 10 958 Arbitrage : Víctor Cáceres |
| 20h00           | Rapport                                                       |                   |                                                                              | Spectateurs : 10 958 Arbitrage : Víctor Cáceres | Spectateurs : 10 958 Arbitrage : Víctor Cáceres |
| 20h00           | Morgan · Vanzeir · Carmona · Manoel · Burke · Edelman · Reyes | Tirs au but 4 - 5 | Insigne · Longstaff · Thompson · Etienne · Osorio · Marshall-Rutty · O'Neill | Spectateurs : 10 958 Arbitrage : Víctor Cáceres | Spectateurs : 10 958 Arbitrage : Víctor Cáceres |

| 30 juillet 2024 | CF Pachuca                                               | 1 - 1             | Red Bulls de New York                                  | Red Bull Arena, Harrison                       |                                                |
| 20h00           | Rondón 56e                                               | (0 - 0)           | 47e Manoel                                             | Spectateurs : 11 464 Arbitrage : Jorge Camacho | Spectateurs : 11 464 Arbitrage : Jorge Camacho |
| 20h00           | Rapport                                                  |                   |                                                        | Spectateurs : 11 464 Arbitrage : Jorge Camacho | Spectateurs : 11 464 Arbitrage : Jorge Camacho |
| 20h00           | Rondón · Cabral · González · Mena · Deossa · de los Ríos | Tirs au but 5 - 4 | Eile · S.Nealis · Carmona · Manoel · Morgan · D.Nealis | Spectateurs : 11 464 Arbitrage : Jorge Camacho | Spectateurs : 11 464 Arbitrage : Jorge Camacho |

| 4 août 2024 | CF Pachuca  | 1 - 2   | Toronto FC                 | BMO Field, Toronto                             |                                                |
| 20h00       | Idrissi 59e | (0 - 1) | 44e Etienne · 78e Franklin | Spectateurs : 24 202 Arbitrage : Joe Dickerson | Spectateurs : 24 202 Arbitrage : Joe Dickerson |
| 20h00       | Rapport     |         |                            | Spectateurs : 24 202 Arbitrage : Joe Dickerson | Spectateurs : 24 202 Arbitrage : Joe Dickerson |

### Est 7
| Rang | Équipe             | Pts | J | G | Gt | Pt | P | Bp | Bc | Diff |  | Résultats (▼ dom., ► ext.) | DC  | SAN | ATL |
| ---- | ------------------ | --- | - | - | -- | -- | - | -- | -- | ---- |  | -------------------------- | --- | --- | --- |
| 1    | D.C. United        | 5   | 2 | 1 | 1  | 0  | 0 | 6  | 3  | +3   |  | D.C. United                |     |     |     |
| 2    | Club Santos Laguna | 2   | 2 | 0 | 1  | 0  | 1 | 0  | 3  | -3   |  | Club Santos Laguna         | 0-3 |     |     |
| 3    | Atlanta United FC  | 2   | 2 | 0 | 0  | 2  | 0 | 3  | 3  | 0    |  | Atlanta United FC          | 3-3 | 0-0 |     |

| 26 juillet 2024 | Atlanta United FC                                                    | 3 - 3             | D.C. United                                                  | Mercedes-Benz Stadium, Atlanta                     |                                                    |
| 20h00           | Ríos 20e 81e (pen.) · Lobzhanidze 38e                                | (2 - 3)           | 4e Benteke · 25e 32e Stroud                                  | Spectateurs : 14 428 Arbitrage : Fernando Guerrero | Spectateurs : 14 428 Arbitrage : Fernando Guerrero |
| 20h00           | Rapport                                                              |                   |                                                              | Spectateurs : 14 428 Arbitrage : Fernando Guerrero | Spectateurs : 14 428 Arbitrage : Fernando Guerrero |
| 20h00           | McCarty · Lennon · Firmino · Lobzhanidze · Thiaré · Williams · Slisz | Tirs au but 5 - 6 | Klich · Benteke · Herrera · Dájome · Santos · McVey · Pirani | Spectateurs : 14 428 Arbitrage : Fernando Guerrero | Spectateurs : 14 428 Arbitrage : Fernando Guerrero |

| 31 juillet 2024 | Club Santos Laguna | 0 - 3   | D.C. United                                | Subaru Park, Chester                          |                                               |
| 20h00           |                    | (0 - 1) | 28e Benteke · 48e Ku-DiPietro · 58e Dájome | Spectateurs : 1 070 Arbitrage : Natalie Simon | Spectateurs : 1 070 Arbitrage : Natalie Simon |
| 20h00           | Rapport            |         |                                            | Spectateurs : 1 070 Arbitrage : Natalie Simon | Spectateurs : 1 070 Arbitrage : Natalie Simon |

| 4 août 2024 | Atlanta United FC                        | 0 - 0             | Club Santos Laguna                         | Mercedes-Benz Stadium, Atlanta               |                                              |
| 16h00       |                                          | (0 - 0)           |                                            | Spectateurs : 29 118 Arbitrage : Iván Barton | Spectateurs : 29 118 Arbitrage : Iván Barton |
| 16h00       | Rapport                                  |                   |                                            | Spectateurs : 29 118 Arbitrage : Iván Barton | Spectateurs : 29 118 Arbitrage : Iván Barton |
| 16h00       | Lobzhanidze · McCarty · Firmino · Thiaré | Tirs au but 3 - 5 | Muñoz · Lozano · Núñez · Fagúndez · Macías | Spectateurs : 29 118 Arbitrage : Iván Barton | Spectateurs : 29 118 Arbitrage : Iván Barton |

### Ouest 1
| Rang | Équipe       | Pts | J | G | Gt | Pt | P | Bp | Bc | Diff |  | Résultats (▼ dom., ► ext.) | AUS | PUM | MON |
| ---- | ------------ | --- | - | - | -- | -- | - | -- | -- | ---- |  | -------------------------- | --- | --- | --- |
| 1    | Austin FC    | 6   | 2 | 2 | 0  | 0  | 0 | 5  | 2  | +3   |  | Austin FC                  |     |     |     |
| 2    | Pumas UNAM   | 2   | 2 | 0 | 1  | 0  | 1 | 3  | 4  | -1   |  | Pumas UNAM                 | 2-3 |     |     |
| 3    | CF Monterrey | 1   | 2 | 0 | 0  | 1  | 1 | 1  | 3  | -2   |  | CF Monterrey               | 0-2 | 1-1 |     |

| 26 juillet 2024 | Pumas UNAM                 | 2 - 3   | Austin FC                          | Q2 Stadium, Austin     |                        |
| 20h00 UTC−5     | Ávila 45+5e · Martínez 72e | (1 - 2) | 8e Ring · 45e Zardes · 55e Driussi | Arbitrage : Julio Luna | Arbitrage : Julio Luna |
| 20h00 UTC−5     | Rapport                    |         |                                    | Arbitrage : Julio Luna | Arbitrage : Julio Luna |

| 30 juillet 2024 | CF Monterrey | 0 - 2   | Austin FC                | Q2 Stadium, Austin          |                             |
| 20h00 UTC−5     |              | (0 - 0) | 61e Obrian · 79e Pereira | Arbitrage : Daniel Quintero | Arbitrage : Daniel Quintero |
| 20h00 UTC−5     | Rapport      |         |                          | Arbitrage : Daniel Quintero | Arbitrage : Daniel Quintero |

| 3 août 2024 | CF Monterrey             | 1 - 1             | Pumas UNAM                       | Q2 Stadium, Austin       |                          |
| 21h00 UTC−5 | Corona 53e               | (0 - 0)           | 80e Mori                         | Arbitrage : Walter López | Arbitrage : Walter López |
| 21h00 UTC−5 | Rapport                  |                   |                                  | Arbitrage : Walter López | Arbitrage : Walter López |
| 21h00 UTC−5 | Vazquez · Medina · Rojas | Tirs au but 0 - 3 | Quispe · CHuerta · Silva · Ergas | Arbitrage : Walter López | Arbitrage : Walter López |

### Ouest 2
| Rang | Équipe                  | Pts | J | G | Gt | Pt | P | Bp | Bc | Diff |  | Résultats (▼ dom., ► ext.) | LA  | SJ  | GUA |
| ---- | ----------------------- | --- | - | - | -- | -- | - | -- | -- | ---- |  | -------------------------- | --- | --- | --- |
| 1    | Galaxy de Los Angeles   | 5   | 2 | 1 | 1  | 0  | 0 | 4  | 3  | +1   |  | Galaxy de Los Angeles      |     |     |     |
| 2    | Earthquakes de San José | 2   | 2 | 0 | 1  | 0  | 1 | 2  | 3  | -1   |  | Earthquakes de San José    | 1-2 |     |     |
| 3    | CD Guadalajara          | 2   | 2 | 0 | 0  | 2  | 0 | 3  | 3  | 0    |  | CD Guadalajara             | 2-2 | 1-1 |     |

| 27 juillet 2024 | CD Guadalajara                                 | 1 - 1             | Earthquakes de San José                      | Levi's Stadium, Santa Clara                    |                                                |
| 19h00 UTC−7     | Alvarado 90+8e                                 | (0 - 1)           | 6e Ebobisse                                  | Spectateurs : 50 675 Arbitrage : Mario Escobar | Spectateurs : 50 675 Arbitrage : Mario Escobar |
| 19h00 UTC−7     | Rapport                                        |                   |                                              | Spectateurs : 50 675 Arbitrage : Mario Escobar | Spectateurs : 50 675 Arbitrage : Mario Escobar |
| 19h00 UTC−7     | Alvarado · Mozo · Gutiérrez · Cowell · Beltrán | Tirs au but 3 - 4 | Skahan · Marie · Rodrigues · Morales · Costa | Spectateurs : 50 675 Arbitrage : Mario Escobar | Spectateurs : 50 675 Arbitrage : Mario Escobar |

| 31 juillet 2024 | Earthquakes de San José | 1 - 2   | Galaxy de Los Angeles    | PayPal Park, San José                          |                                                |
| 19h30 UTC−7     | Ebobisse 75e            | (0 - 0) | 41e Fagúndez · 89e Berry | Spectateurs : 12 554 Arbitrage : Lukasz Szpala | Spectateurs : 12 554 Arbitrage : Lukasz Szpala |
| 19h30 UTC−7     | Rapport                 |         |                          | Spectateurs : 12 554 Arbitrage : Lukasz Szpala | Spectateurs : 12 554 Arbitrage : Lukasz Szpala |

| 4 août 2024 | CD Guadalajara                                           | 2 - 2             | Galaxy de Los Angeles                               | Dignity Health Sports Park, Carson                   |                                                      |
| 19h30 UTC−7 | Mozo 8e · Cowell 90+1e                                   | (1 - 1)           | 11e Paintsil · 67e Pec                              | Spectateurs : 25 174 Arbitrage : Pierre-Luc Lauzière | Spectateurs : 25 174 Arbitrage : Pierre-Luc Lauzière |
| 19h30 UTC−7 | Rapport                                                  |                   |                                                     | Spectateurs : 25 174 Arbitrage : Pierre-Luc Lauzière | Spectateurs : 25 174 Arbitrage : Pierre-Luc Lauzière |
| 19h30 UTC−7 | Cowell · Mozo · Alvarado · Govea · Gutiérrez · Sepúlveda | Tirs au but 4 - 5 | Pec · Fagúndez · Delgado · Paintsil · Puig · Yamane | Spectateurs : 25 174 Arbitrage : Pierre-Luc Lauzière | Spectateurs : 25 174 Arbitrage : Pierre-Luc Lauzière |

### Ouest 3
| Rang | Équipe            | Pts | J | G | Gt | Pt | P | Bp | Bc | Diff |  | Résultats (▼ dom., ► ext.) | JUA | STL | DAL |
| ---- | ----------------- | --- | - | - | -- | -- | - | -- | -- | ---- |  | -------------------------- | --- | --- | --- |
| 1    | FC Juárez         | 5   | 2 | 1 | 1  | 0  | 0 | 3  | 1  | +2   |  | FC Juárez                  |     |     |     |
| 2    | St. Louis City SC | 4   | 2 | 1 | 0  | 1  | 0 | 3  | 2  | +1   |  | St. Louis City SC          | 1-1 |     | 2-1 |
| 3    | FC Dallas         | 0   | 2 | 0 | 0  | 0  | 2 | 1  | 4  | -3   |  | FC Dallas                  | 0-1 |     |     |

| 27 juillet 2024 | St. Louis City SC                | 2 - 1   | FC Dallas  | CityPark, Saint-Louis                           |                                                 |
| 20h00 UTC−5     | Teuchert 27e · Hartel 49e (pen.) | (1 - 1) | 18e Junqua | Spectateurs : 17 584 Arbitrage : Katja Koroleva | Spectateurs : 17 584 Arbitrage : Katja Koroleva |
| 20h00 UTC−5     | Rapport                          |         |            | Spectateurs : 17 584 Arbitrage : Katja Koroleva | Spectateurs : 17 584 Arbitrage : Katja Koroleva |

| 31 juillet 2024 | FC Dallas | 0 - 2   | FC Juárez                         | Toyota Stadium, Frisco                          |                                                 |
| 20h00 UTC−5     |           | (0 - 1) | 23e Zaldívar · 83e (pen.) Hurtado | Spectateurs : 13 367 Arbitrage : Melissa Borjas | Spectateurs : 13 367 Arbitrage : Melissa Borjas |
| 20h00 UTC−5     | Rapport   |         |                                   | Spectateurs : 13 367 Arbitrage : Melissa Borjas | Spectateurs : 13 367 Arbitrage : Melissa Borjas |

| 4 août 2024 | St. Louis City SC            | 1 - 1             | FC Juárez                           | CityPark, Saint-Louis                        |                                              |
| 20h00 UTC−5 | Becher 58e                   | (0 - 0)           | 62e Villalpando                     | Spectateurs : 16 256 Arbitrage : Jesús López | Spectateurs : 16 256 Arbitrage : Jesús López |
| 20h00 UTC−5 | Rapport                      |                   |                                     | Spectateurs : 16 256 Arbitrage : Jesús López | Spectateurs : 16 256 Arbitrage : Jesús López |
| 20h00 UTC−5 | Teuchert · Þórisson · Hartel | Tirs au but 1 - 4 | Hurtado · Calvo · Zaldívar · Ortega | Spectateurs : 16 256 Arbitrage : Jesús López | Spectateurs : 16 256 Arbitrage : Jesús López |

### Ouest 4
| Rang | Équipe                  | Pts | J | G | Gt | Pt | P | Bp | Bc | Diff |  | Résultats (▼ dom., ► ext.) | TOL | SKC | CHI |
| ---- | ----------------------- | --- | - | - | -- | -- | - | -- | -- | ---- |  | -------------------------- | --- | --- | --- |
| 1    | Deportivo Toluca FC     | 6   | 2 | 2 | 0  | 0  | 0 | 5  | 2  | +3   |  | Deportivo Toluca FC        |     | 2-1 | 3-1 |
| 2    | Sporting de Kansas City | 3   | 2 | 1 | 0  | 0  | 1 | 3  | 3  | 0    |  | Sporting de Kansas City    |     |     | 2-1 |
| 3    | Fire de Chicago         | 0   | 2 | 0 | 0  | 0  | 2 | 2  | 5  | -3   |  | Fire de Chicago            |     |     |     |

| 28 juillet 2024 | Sporting de Kansas City     | 2 - 1   | Fire de Chicago | Children's Mercy Park, Kansas City              |                                                 |
| 20h00 UTC−5     | Castellanos 39e · Agada 76e | (1 - 1) | 22e Koútsias    | Spectateurs : 14 047 Arbitrage : Rubiel Vazquez | Spectateurs : 14 047 Arbitrage : Rubiel Vazquez |
| 20h00 UTC−5     | Rapport                     |         |                 | Spectateurs : 14 047 Arbitrage : Rubiel Vazquez | Spectateurs : 14 047 Arbitrage : Rubiel Vazquez |

| 1er août 2024 | Deportivo Toluca FC       | 3 - 1   | Fire de Chicago | SeatGeek Stadium, Bridgeview                  |                                               |
| 20h00 UTC−5   | Angulo 30e · Ruiz 45e 66e | (2 - 1) | 8e Koútsias     | Spectateurs : 16 228 Arbitrage : Josué Ugalde | Spectateurs : 16 228 Arbitrage : Josué Ugalde |
| 20h00 UTC−5   | Rapport                   |         |                 | Spectateurs : 16 228 Arbitrage : Josué Ugalde | Spectateurs : 16 228 Arbitrage : Josué Ugalde |

| 5 août 2024 | Deportivo Toluca FC     | 2 - 1   | Sporting de Kansas City | Children's Mercy Park, Kansas City                 |                                                    |
| 20h00 UTC−5 | Angulo 40e · Araújo 66e | (1 - 1) | 45+1e Afrifa            | Spectateurs : 14 797 Arbitrage : Fernando Guerrero | Spectateurs : 14 797 Arbitrage : Fernando Guerrero |
| 20h00 UTC−5 | Rapport                 |         |                         | Spectateurs : 14 797 Arbitrage : Fernando Guerrero | Spectateurs : 14 797 Arbitrage : Fernando Guerrero |

### Ouest 5
| Rang | Équipe              | Pts | J | G | Gt | Pt | P | Bp | Bc | Diff |  | Résultats (▼ dom., ► ext.) | POR | COL | LEO |
| ---- | ------------------- | --- | - | - | -- | -- | - | -- | -- | ---- |  | -------------------------- | --- | --- | --- |
| 1    | Timbers de Portland | 6   | 2 | 2 | 0  | 0  | 0 | 6  | 1  | +5   |  | Timbers de Portland        |     | 3-0 |     |
| 2    | Rapids du Colorado  | 2   | 2 | 0 | 1  | 0  | 1 | 1  | 5  | -4   |  | Rapids du Colorado         |     |     |     |
| 3    | Club León           | 1   | 2 | 0 | 0  | 1  | 1 | 2  | 3  | -1   |  | Club León                  | 1-2 | 1-1 |     |

| 28 juillet 2024 | Club León  | 1 - 2   | Timbers de Portland | Providence Park Portland                      |                                               |
| 19h30 UTC−7     | Medina 12e | (1 - 1) | 41e 90e McGraw      | Spectateurs : 21 668 Arbitrage : Walter López | Spectateurs : 21 668 Arbitrage : Walter López |
| 19h30 UTC−7     | Rapport    |         |                     | Spectateurs : 21 668 Arbitrage : Walter López | Spectateurs : 21 668 Arbitrage : Walter López |

| 1er août 2024 | Timbers de Portland                            | 4 - 0   | Rapids du Colorado | Providence Park Portland                       |                                                |
| 19h30 UTC−7   | Antony 30e · Ayala 52e · Toye 69e · Moreno 71e | (1 - 0) |                    | Spectateurs : 12 453 Arbitrage : Steffon Dewar | Spectateurs : 12 453 Arbitrage : Steffon Dewar |
| 19h30 UTC−7   | Rapport                                        |         |                    | Spectateurs : 12 453 Arbitrage : Steffon Dewar | Spectateurs : 12 453 Arbitrage : Steffon Dewar |

| 5 août 2024 | Club León                                     | 1 - 1             | Rapids du Colorado                               | Dick's Sporting Goods Park Commerce City |                        |
| 19h00 UTC−7 | Guerra 77e                                    | (0 - 0)           | 90+7e Navarro                                    | Arbitrage : Julio Luna                   | Arbitrage : Julio Luna |
| 19h00 UTC−7 | Rapport                                       |                   |                                                  | Arbitrage : Julio Luna                   | Arbitrage : Julio Luna |
| 19h00 UTC−7 | Cádiz · Barreiro · Guardado · Mendoza · Reyes | Tirs au but 3 - 4 | Mihailovic · Bassett · Navarro · Bombito · Maxsø | Arbitrage : Julio Luna                   | Arbitrage : Julio Luna |

### Ouest 6
| Rang | Équipe              | Pts | J | G | Gt | Pt | P | Bp | Bc | Diff |  | Résultats (▼ dom., ► ext.) | NEC | SEA | MIN |
| ---- | ------------------- | --- | - | - | -- | -- | - | -- | -- | ---- |  | -------------------------- | --- | --- | --- |
| 1    | Club Necaxa         | 3   | 2 | 1 | 0  | 0  | 1 | 3  | 2  | +1   |  | Club Necaxa                |     |     |     |
| 2    | Sounders de Seattle | 3   | 2 | 1 | 0  | 0  | 1 | 3  | 3  | 0    |  | Sounders de Seattle        | 1-3 |     | 2-0 |
| 3    | Minnesota United FC | 3   | 2 | 1 | 0  | 0  | 1 | 1  | 2  | -1   |  | Minnesota United FC        | 1-0 |     |     |

| 26 juillet 2024 | Sounders de Seattle         | 2 - 0   | Minnesota United FC | Lumen Field, Seattle                           |                                                |
| 19h00 UTC−7     | Morris 87e · Rothrock 90+4e | (0 - 0) |                     | Spectateurs : 28 526 Arbitrage : Joe Dickerson | Spectateurs : 28 526 Arbitrage : Joe Dickerson |
| 19h00 UTC−7     | Rapport                     |         |                     | Spectateurs : 28 526 Arbitrage : Joe Dickerson | Spectateurs : 28 526 Arbitrage : Joe Dickerson |

| 30 juillet 2024 | Minnesota United FC | 1 - 0   | Club Necaxa | Allianz Field, Saint Paul                     |                                               |
| 20h00 UTC−5     | Lod 10e (pen.)      | (1 - 0) |             | Spectateurs : 18 128 Arbitrage : Sergio Reyna | Spectateurs : 18 128 Arbitrage : Sergio Reyna |
| 20h00 UTC−5     | Rapport             |         |             | Spectateurs : 18 128 Arbitrage : Sergio Reyna | Spectateurs : 18 128 Arbitrage : Sergio Reyna |

| 4 août 2024 | Sounders de Seattle | 1 - 3   | Club Necaxa                                  | Lumen Field, Seattle                           |                                                |
| 19h30 UTC−7 | Vargas 8e           | (1 - 2) | 24e Palavecino · 44e Cambindo · 90+2e Rosero | Spectateurs : 26 513 Arbitrage : Oshane Nation | Spectateurs : 26 513 Arbitrage : Oshane Nation |
| 19h30 UTC−7 | Rapport             |         |                                              | Spectateurs : 26 513 Arbitrage : Oshane Nation | Spectateurs : 26 513 Arbitrage : Oshane Nation |

### Ouest 7
| Rang | Équipe                 | Pts | J | G | Gt | Pt | P | Bp | Bc | Diff |  | Résultats (▼ dom., ► ext.) | VAN | LAFC | TIJ |
| ---- | ---------------------- | --- | - | - | -- | -- | - | -- | -- | ---- |  | -------------------------- | --- | ---- | --- |
| 1    | Whitecaps de Vancouver | 5   | 2 | 1 | 1  | 0  | 0 | 5  | 3  | +2   |  | Whitecaps de Vancouver     |     |      | 3-1 |
| 2    | Los Angeles FC         | 4   | 2 | 1 | 0  | 1  | 0 | 5  | 2  | +3   |  | Los Angeles FC             | 2-2 |      | 3-0 |
| 3    | Club Tijuana           | 0   | 2 | 0 | 0  | 0  | 2 | 1  | 6  | -5   |  | Club Tijuana               |     |      |     |

| 26 juillet 2024 | Los Angeles FC               | 3 - 0   | Club Tijuana | BMO Stadium, Los Angeles |                         |
| 20h00 UTC−7     | Olivera 9e 51e · Bouanga 43e | (1 - 0) |              | Arbitrage : Iván Barton  | Arbitrage : Iván Barton |
| 20h00 UTC−7     | Rapport                      |         |              | Arbitrage : Iván Barton  | Arbitrage : Iván Barton |

| 30 juillet 2024 | Los Angeles FC                      | 2 - 2             | Whitecaps de Vancouver                  | BMO Stadium, Los Angeles                            |                                                     |
| 19h30 UTC−7     | Kamara 88e · Bogusz 90+5e           | (0 - 2)           | 5e Berhalter · 17e Veselinović          | Spectateurs : 18 531 Arbitrage : César Arturo Ramos | Spectateurs : 18 531 Arbitrage : César Arturo Ramos |
| 19h30 UTC−7     | Rapport                             |                   |                                         | Spectateurs : 18 531 Arbitrage : César Arturo Ramos | Spectateurs : 18 531 Arbitrage : César Arturo Ramos |
| 19h30 UTC−7     | Atuesta · Kamara · Bogusz · Olivera | Tirs au but 2 - 4 | Kreilach · Berhalter · Raposo · Laborda | Spectateurs : 18 531 Arbitrage : César Arturo Ramos | Spectateurs : 18 531 Arbitrage : César Arturo Ramos |

| 3 août 2024 | Whitecaps de Vancouver               | 3 - 1   | Club Tijuana | BC Place, Vancouver                          |                                              |
| 19h00 UTC−7 | Picault 49e · Johnson 77e · Vite 83e | (0 - 1) | 8e Castañeda | Spectateurs : 18 896 Arbitrage : Marco Ortiz | Spectateurs : 18 896 Arbitrage : Marco Ortiz |
| 19h00 UTC−7 | Rapport                              |         |              | Spectateurs : 18 896 Arbitrage : Marco Ortiz | Spectateurs : 18 896 Arbitrage : Marco Ortiz |

### Ouest 8
| Rang | Équipe            | Pts | J | G | Gt | Pt | P | Bp | Bc | Diff |  | Résultats (▼ dom., ► ext.) | HOU | ATL | RSL |
| ---- | ----------------- | --- | - | - | -- | -- | - | -- | -- | ---- |  | -------------------------- | --- | --- | --- |
| 1    | Dynamo de Houston | 3   | 2 | 1 | 0  | 0  | 1 | 3  | 1  | +2   |  | Dynamo de Houston          |     | 0-1 | 3-0 |
| 2    | Atlas FC          | 3   | 2 | 1 | 0  | 0  | 1 | 2  | 2  | 0    |  | Atlas FC                   |     |     |     |
| 3    | Real Salt Lake    | 3   | 2 | 1 | 0  | 0  | 1 | 2  | 4  | -2   |  | Real Salt Lake             |     | 2-1 |     |

| 27 juillet 2024 | Dynamo de Houston | 0 - 1   | Atlas FC   | Shell Energy Stadium, Houston                   |                                                 |
| 19h00 UTC−5     |                   | (0 - 0) | 83e Lozano | Spectateurs : 15 398 Arbitrage : Ismael Cornejo | Spectateurs : 15 398 Arbitrage : Ismael Cornejo |
| 19h00 UTC−5     | Rapport           |         |            | Spectateurs : 15 398 Arbitrage : Ismael Cornejo | Spectateurs : 15 398 Arbitrage : Ismael Cornejo |

| 1er août 2024 | Real Salt Lake            | 2 - 1   | Atlas FC  | America First Field, Sandy                   |                                              |
| 19h00 UTC−6   | Julio 45+2e · Palacio 79e | (1 - 1) | 26e Reyes | Spectateurs : 20 956 Arbitrage : Jon Freemon | Spectateurs : 20 956 Arbitrage : Jon Freemon |
| 19h00 UTC−6   | Rapport                   |         |           | Spectateurs : 20 956 Arbitrage : Jon Freemon | Spectateurs : 20 956 Arbitrage : Jon Freemon |

| 5 août 2024 | Dynamo de Houston                        | 3 - 0   | Real Salt Lake | Shell Energy Stadium, Houston                   |                                                 |
| 20h00 UTC−5 | Herrera 7e · Micael 24e · Glad 42e (csc) | (3 - 0) |                | Spectateurs : 11 062 Arbitrage : Keylor Herrera | Spectateurs : 11 062 Arbitrage : Keylor Herrera |
| 20h00 UTC−5 | Rapport                                  |         |                | Spectateurs : 11 062 Arbitrage : Keylor Herrera | Spectateurs : 11 062 Arbitrage : Keylor Herrera |

## Phase finale
Dans la phase à élimination directe, s'il y a une égalité à la fin du temps règlementaire, une séance de tirs au but a lieu.

### Équipes qualifiées
| MLS              | Liga MX      |
| ---------------- | ------------ |
| Crew de Columbus | Club América |

| Groupe  | 1er du groupe                        | 2e du groupe            |
| ------- | ------------------------------------ | ----------------------- |
| Est 1   | FC Cincinnati                        | New York City FC        |
| Est 2   | Orlando City SC                      | CF Montréal             |
| Est 3   | Tigres UANL                          | Inter Miami CF          |
| Est 4   | Union de Philadelphie                | Cruz Azul FC            |
| Est 5   | Revolution de la Nouvelle-Angleterre | Mazatlán FC             |
| Est 6   | Toronto FC                           | CF Pachuca              |
| Est 7   | D.C. United                          | Club Santos Laguna      |
| Ouest 1 | Austin FC                            | Pumas UNAM              |
| Ouest 2 | Galaxy de Los Angeles                | Earthquakes de San José |
| Ouest 3 | FC Juárez                            | St. Louis City SC       |
| Ouest 4 | Deportivo Toluca FC                  | Sporting de Kansas City |
| Ouest 5 | Timbers de Portland                  | Rapids du Colorado      |
| Ouest 6 | Club Necaxa                          | Sounders de Seattle     |
| Ouest 7 | Whitecaps de Vancouver               | Los Angeles FC          |
| Ouest 8 | Dynamo de Houston                    | Atlas FC                |

### Tableau
|  | Seizièmes de finale      | Seizièmes de finale     |                           |                        | Huitièmes de finale    | Huitièmes de finale     |   |  | Quarts de finale  | Quarts de finale  |  |  | Demi-finales       | Demi-finales       |  |  | Finale             | Finale             |
|  | Seizièmes de finale      | Seizièmes de finale     |                           |                        | Huitièmes de finale    | Huitièmes de finale     |   |  | Quarts de finale  | Quarts de finale  |  |  | Demi-finales       | Demi-finales       |  |  | Finale             | Finale             |
|  |                          |                         |                           |                        |                        |                         |   |  |                   |                   |  |  |                    |                    |  |  |                    |                    |
|  | 9 août à Cincinnati      | 9 août à Cincinnati     |                           |                        | 13 août à Cincinnati   | 13 août à Cincinnati    |   |  | 17 août à Chester | 17 août à Chester |  |  | 21 août à Columbus | 21 août à Columbus |  |  | 25 août à Columbus | 25 août à Columbus |
|  | 9 août à Cincinnati      | 9 août à Cincinnati     |                           |                        | 13 août à Cincinnati   | 13 août à Cincinnati    |   |  | 17 août à Chester | 17 août à Chester |  |  | 21 août à Columbus | 21 août à Columbus |  |  | 25 août à Columbus | 25 août à Columbus |
|  | FC Cincinnati tab        | 1 (6)                   |                           |                        | 13 août à Cincinnati   | 13 août à Cincinnati    |   |  | 17 août à Chester | 17 août à Chester |  |  | 21 août à Columbus | 21 août à Columbus |  |  | 25 août à Columbus | 25 août à Columbus |
|  | FC Cincinnati tab        | 1 (6)                   |                           |                        | 13 août à Cincinnati   | 13 août à Cincinnati    |   |  | 17 août à Chester | 17 août à Chester |  |  | 21 août à Columbus | 21 août à Columbus |  |  | 25 août à Columbus | 25 août à Columbus |
|  | Santos Laguna            | 1 (5)                   |                           |                        | 13 août à Cincinnati   | 13 août à Cincinnati    |   |  | 17 août à Chester | 17 août à Chester |  |  | 21 août à Columbus | 21 août à Columbus |  |  | 25 août à Columbus | 25 août à Columbus |
|  | Santos Laguna            | 1 (5)                   | FC Cincinnati             | 2                      |                        |                         |   |  | 17 août à Chester | 17 août à Chester |  |  | 21 août à Columbus | 21 août à Columbus |  |  | 25 août à Columbus | 25 août à Columbus |
|  | 9 août à Chester         |                         | FC Cincinnati             | 2                      |                        |                         |   |  | 17 août à Chester | 17 août à Chester |  |  | 21 août à Columbus | 21 août à Columbus |  |  | 25 août à Columbus | 25 août à Columbus |
|  |                          | Union de Philadelphie   | 4                         |                        |                        |                         |   |  | 17 août à Chester | 17 août à Chester |  |  | 21 août à Columbus | 21 août à Columbus |  |  | 25 août à Columbus | 25 août à Columbus |
|  | Union de Philadelphie    | Union de Philadelphie   | 4                         | 2                      |                        |                         |   |  | 17 août à Chester | 17 août à Chester |  |  | 21 août à Columbus | 21 août à Columbus |  |  | 25 août à Columbus | 25 août à Columbus |
|  | Union de Philadelphie    | 13 août à Washington    |                           | 2                      |                        |                         |   |  | 17 août à Chester | 17 août à Chester |  |  | 21 août à Columbus | 21 août à Columbus |  |  | 25 août à Columbus | 25 août à Columbus |
|  | CF Montréal              | 0                       |                           |                        |                        |                         |   |  | 17 août à Chester | 17 août à Chester |  |  | 21 août à Columbus | 21 août à Columbus |  |  | 25 août à Columbus | 25 août à Columbus |
|  | CF Montréal              | 0                       | Union de Philadelphie tab | 1 (4)                  |                        |                         |   |  |                   |                   |  |  | 21 août à Columbus | 21 août à Columbus |  |  | 25 août à Columbus | 25 août à Columbus |
|  | 9 août à Washington      |                         | Union de Philadelphie tab | 1 (4)                  |                        |                         |   |  |                   |                   |  |  | 21 août à Columbus | 21 août à Columbus |  |  | 25 août à Columbus | 25 août à Columbus |
|  |                          | Mazatlán FC             | 1 (3)                     |                        |                        |                         |   |  |                   |                   |  |  | 21 août à Columbus | 21 août à Columbus |  |  | 25 août à Columbus | 25 août à Columbus |
|  | D.C. United              | Mazatlán FC             | 1 (3)                     | 1                      |                        |                         |   |  |                   |                   |  |  | 21 août à Columbus | 21 août à Columbus |  |  | 25 août à Columbus | 25 août à Columbus |
|  | D.C. United              | 17 août à Columbus      |                           | 1                      |                        |                         |   |  |                   |                   |  |  | 21 août à Columbus | 21 août à Columbus |  |  | 25 août à Columbus | 25 août à Columbus |
|  | Mazatlán FC              | 2                       |                           |                        |                        |                         |   |  |                   |                   |  |  | 21 août à Columbus | 21 août à Columbus |  |  | 25 août à Columbus | 25 août à Columbus |
|  | Mazatlán FC              | 2                       | Mazatlán FC tab           | 2 (3)                  |                        |                         |   |  |                   |                   |  |  | 21 août à Columbus | 21 août à Columbus |  |  | 25 août à Columbus | 25 août à Columbus |
|  | 9 août à Orlando         |                         | Mazatlán FC tab           | 2 (3)                  |                        |                         |   |  |                   |                   |  |  | 21 août à Columbus | 21 août à Columbus |  |  | 25 août à Columbus | 25 août à Columbus |
|  |                          | Cruz Azul               | 2 (1)                     |                        |                        |                         |   |  |                   |                   |  |  | 21 août à Columbus | 21 août à Columbus |  |  | 25 août à Columbus | 25 août à Columbus |
|  | Orlando City             | Cruz Azul               | 2 (1)                     | 0 (4)                  |                        |                         |   |  |                   |                   |  |  | 21 août à Columbus | 21 août à Columbus |  |  | 25 août à Columbus | 25 août à Columbus |
|  | Orlando City             | 13 août à Harrison      |                           | 0 (4)                  |                        |                         |   |  |                   |                   |  |  | 21 août à Columbus | 21 août à Columbus |  |  | 25 août à Columbus | 25 août à Columbus |
|  | Cruz Azul tab            | 0 (5)                   |                           |                        |                        |                         |   |  |                   |                   |  |  | 21 août à Columbus | 21 août à Columbus |  |  | 25 août à Columbus | 25 août à Columbus |
|  | Cruz Azul tab            | 0 (5)                   | Union de Philadelphie     | 1                      |                        |                         |   |  |                   |                   |  |  |                    |                    |  |  | 25 août à Columbus | 25 août à Columbus |
|  | 8 août à Austin          |                         | Union de Philadelphie     | 1                      |                        |                         |   |  |                   |                   |  |  |                    |                    |  |  | 25 août à Columbus | 25 août à Columbus |
|  |                          | Crew de Columbus        | 3                         |                        |                        |                         |   |  |                   |                   |  |  |                    |                    |  |  | 25 août à Columbus | 25 août à Columbus |
|  | Tigres UANL              | Crew de Columbus        | 3                         | 1                      |                        |                         |   |  |                   |                   |  |  |                    |                    |  |  | 25 août à Columbus | 25 août à Columbus |
|  | Tigres UANL              | 21 août à Los Angeles   |                           | 1                      |                        |                         |   |  |                   |                   |  |  |                    |                    |  |  | 25 août à Columbus | 25 août à Columbus |
|  | CF Pachuca               | 0                       |                           |                        |                        |                         |   |  |                   |                   |  |  |                    |                    |  |  | 25 août à Columbus | 25 août à Columbus |
|  | CF Pachuca               | 0                       | Tigres UANL               | 1                      |                        |                         |   |  |                   |                   |  |  |                    |                    |  |  | 25 août à Columbus | 25 août à Columbus |
|  | 9 août à Foxborough      |                         | Tigres UANL               | 1                      |                        |                         |   |  |                   |                   |  |  |                    |                    |  |  | 25 août à Columbus | 25 août à Columbus |
|  |                          | New York City FC        | 2                         |                        |                        |                         |   |  |                   |                   |  |  |                    |                    |  |  | 25 août à Columbus | 25 août à Columbus |
|  | Revolution de la N.-A.   | New York City FC        | 2                         | 1 (6)                  |                        |                         |   |  |                   |                   |  |  |                    |                    |  |  | 25 août à Columbus | 25 août à Columbus |
|  | Revolution de la N.-A.   | 13 août à Columbus      |                           | 1 (6)                  |                        |                         |   |  |                   |                   |  |  |                    |                    |  |  | 25 août à Columbus | 25 août à Columbus |
|  | New York City FC tab     | 1 (7)                   |                           |                        |                        |                         |   |  |                   |                   |  |  |                    |                    |  |  | 25 août à Columbus | 25 août à Columbus |
|  | New York City FC tab     | 1 (7)                   | New York City FC          | 1 (3)                  |                        |                         |   |  |                   |                   |  |  |                    |                    |  |  | 25 août à Columbus | 25 août à Columbus |
|  | 9 août à Columbus        |                         | New York City FC          | 1 (3)                  |                        |                         |   |  |                   |                   |  |  |                    |                    |  |  | 25 août à Columbus | 25 août à Columbus |
|  |                          | Crew de Columbus tab    | 1 (4)                     |                        |                        |                         |   |  |                   |                   |  |  |                    |                    |  |  | 25 août à Columbus | 25 août à Columbus |
|  | Crew de Columbus         | Crew de Columbus tab    | 1 (4)                     | 4                      |                        |                         |   |  |                   |                   |  |  |                    |                    |  |  | 25 août à Columbus | 25 août à Columbus |
|  | Crew de Columbus         | 17 août à Carson        |                           | 4                      |                        |                         |   |  |                   |                   |  |  |                    |                    |  |  | 25 août à Columbus | 25 août à Columbus |
|  | Sporting Kansas City     | 0                       |                           |                        |                        |                         |   |  |                   |                   |  |  |                    |                    |  |  | 25 août à Columbus | 25 août à Columbus |
|  | Sporting Kansas City     | 0                       | Crew de Columbus          | 3                      |                        |                         |   |  |                   |                   |  |  |                    |                    |  |  | 25 août à Columbus | 25 août à Columbus |
|  | 8 août à Fort Lauderdale |                         | Crew de Columbus          | 3                      |                        |                         |   |  |                   |                   |  |  |                    |                    |  |  | 25 août à Columbus | 25 août à Columbus |
|  |                          | Inter Miami CF          | 2                         |                        |                        |                         |   |  |                   |                   |  |  |                    |                    |  |  | 25 août à Columbus | 25 août à Columbus |
|  | Inter Miami              | Inter Miami CF          | 2                         | 4                      |                        |                         |   |  |                   |                   |  |  |                    |                    |  |  | 25 août à Columbus | 25 août à Columbus |
|  | Inter Miami              | 13 août à Carson        |                           | 4                      |                        |                         |   |  |                   |                   |  |  |                    |                    |  |  | 25 août à Columbus | 25 août à Columbus |
|  | Toronto FC               | 3                       |                           |                        |                        |                         |   |  |                   |                   |  |  |                    |                    |  |  | 25 août à Columbus | 25 août à Columbus |
|  | Toronto FC               | 3                       | Crew de Columbus          | 3                      |                        |                         |   |  |                   |                   |  |  |                    |                    |  |  |                    |                    |
|  | 9 août à San Diego       |                         | Crew de Columbus          | 3                      |                        |                         |   |  |                   |                   |  |  |                    |                    |  |  |                    |                    |
|  |                          | Los Angeles FC          | 1                         |                        |                        |                         |   |  |                   |                   |  |  |                    |                    |  |  |                    |                    |
|  | Club América             | Los Angeles FC          | 1                         | 2                      |                        |                         |   |  |                   |                   |  |  |                    |                    |  |  |                    |                    |
|  | Club América             |                         |                           | 2                      |                        |                         |   |  |                   |                   |  |  |                    |                    |  |  |                    |                    |
|  | Atlas FC                 | 1                       |                           |                        |                        |                         |   |  |                   |                   |  |  |                    |                    |  |  |                    |                    |
|  | Atlas FC                 | 1                       | Club América              | 4                      |                        |                         |   |  |                   |                   |  |  |                    |                    |  |  |                    |                    |
|  | 9 août à Saint-Louis     |                         | Club América              | 4                      |                        |                         |   |  |                   |                   |  |  |                    |                    |  |  |                    |                    |
|  |                          | St. Louis City          | 2                         |                        |                        |                         |   |  |                   |                   |  |  |                    |                    |  |  |                    |                    |
|  | St. Louis City           | St. Louis City          | 2                         | 3                      |                        |                         |   |  |                   |                   |  |  |                    |                    |  |  |                    |                    |
|  | St. Louis City           | 13 août à Commerce City |                           | 3                      |                        |                         |   |  |                   |                   |  |  |                    |                    |  |  |                    |                    |
|  | Timbers de Portland      | 1                       |                           |                        |                        |                         |   |  |                   |                   |  |  |                    |                    |  |  |                    |                    |
|  | Timbers de Portland      | 1                       | Club América              | 0 (8)                  |                        |                         |   |  |                   |                   |  |  |                    |                    |  |  |                    |                    |
|  | 9 août à Houston         |                         | Club América              | 0 (8)                  |                        |                         |   |  |                   |                   |  |  |                    |                    |  |  |                    |                    |
|  |                          | Rapids du Colorado tab  | 0 (9)                     |                        |                        |                         |   |  |                   |                   |  |  |                    |                    |  |  |                    |                    |
|  | Dynamo de Houston        | Rapids du Colorado tab  | 0 (9)                     | 2 (4)                  |                        |                         |   |  |                   |                   |  |  |                    |                    |  |  |                    |                    |
|  | Dynamo de Houston        | 17 août à Seattle       |                           | 2 (4)                  |                        |                         |   |  |                   |                   |  |  |                    |                    |  |  |                    |                    |
|  | Deportivo Toluca tab     | 2 (5)                   |                           |                        |                        |                         |   |  |                   |                   |  |  |                    |                    |  |  |                    |                    |
|  | Deportivo Toluca tab     | 2 (5)                   | Deportivo Toluca          | 1                      |                        |                         |   |  |                   |                   |  |  |                    |                    |  |  |                    |                    |
|  | 9 août à Commerce City   |                         | Deportivo Toluca          | 1                      |                        |                         |   |  |                   |                   |  |  |                    |                    |  |  |                    |                    |
|  |                          | Rapids du Colorado      | 2                         |                        |                        |                         |   |  |                   |                   |  |  |                    |                    |  |  |                    |                    |
|  | Rapids du Colorado       | Rapids du Colorado      | 2                         | 3                      |                        |                         |   |  |                   |                   |  |  |                    |                    |  |  |                    |                    |
|  | Rapids du Colorado       | 12 août à Seattle       |                           | 3                      |                        |                         |   |  |                   |                   |  |  |                    |                    |  |  |                    |                    |
|  | FC Juárez                | 2                       |                           |                        |                        |                         |   |  |                   |                   |  |  |                    |                    |  |  |                    |                    |
|  | FC Juárez                | 2                       | Rapids du Colorado        | 0                      |                        |                         |   |  |                   |                   |  |  |                    |                    |  |  |                    |                    |
|  | 8 août à Seattle         |                         | Rapids du Colorado        | 0                      |                        |                         |   |  |                   |                   |  |  |                    |                    |  |  |                    |                    |
|  |                          | Los Angeles FC          | 4                         |                        |                        |                         |   |  |                   |                   |  |  |                    |                    |  |  |                    |                    |
|  | Sounders de Seattle      | Los Angeles FC          | 4                         | 3                      |                        |                         |   |  |                   |                   |  |  |                    |                    |  |  |                    |                    |
|  | Sounders de Seattle      |                         |                           | 3                      |                        |                         |   |  |                   |                   |  |  |                    |                    |  |  |                    |                    |
|  | Galaxy de Los Angeles    | 1                       |                           |                        |                        |                         |   |  |                   |                   |  |  |                    |                    |  |  |                    |                    |
|  | Galaxy de Los Angeles    | 1                       | Sounders de Seattle       | 4                      |                        |                         |   |  |                   |                   |  |  |                    |                    |  |  |                    |                    |
|  | 7 août à Vancouver       |                         | Sounders de Seattle       | 4                      |                        |                         |   |  |                   |                   |  |  |                    |                    |  |  |                    |                    |
|  |                          | Pumas UNAM              | 0                         |                        |                        |                         |   |  |                   |                   |  |  |                    |                    |  |  |                    |                    |
|  | Whitecaps de Vancouver   | Pumas UNAM              | 0                         | 0                      |                        |                         |   |  |                   |                   |  |  |                    |                    |  |  |                    |                    |
|  | Whitecaps de Vancouver   | 13 août à Los Angeles   |                           | 0                      |                        |                         |   |  |                   |                   |  |  |                    |                    |  |  |                    |                    |
|  | Pumas UNAM               | 2                       |                           |                        |                        |                         |   |  |                   |                   |  |  |                    |                    |  |  |                    |                    |
|  | Pumas UNAM               | 2                       | Sounders de Seattle       | 0                      |                        |                         |   |  |                   |                   |  |  |                    |                    |  |  |                    |                    |
|  | 7 août à Los Angeles     |                         | Sounders de Seattle       | 0                      |                        |                         |   |  |                   |                   |  |  |                    |                    |  |  |                    |                    |
|  |                          | Los Angeles FC          | 3                         |                        |                        |                         |   |  |                   |                   |  |  |                    |                    |  |  |                    |                    |
|  | Los Angeles FC           | Los Angeles FC          | 3                         | 2                      |                        |                         |   |  |                   |                   |  |  |                    |                    |  |  |                    |                    |
|  | Los Angeles FC           |                         |                           | 2                      |                        |                         |   |  |                   |                   |  |  |                    |                    |  |  |                    |                    |
|  | Austin FC                | 0                       |                           | Match pour la 3e place | Match pour la 3e place |                         |   |  |                   |                   |  |  |                    |                    |  |  |                    |                    |
|  | Austin FC                | 0                       | Los Angeles FC            | Match pour la 3e place | Match pour la 3e place | 4                       |   |  |                   |                   |  |  |                    |                    |  |  |                    |                    |
|  | 8 août à San José        | 8 août à San José       | Los Angeles FC            | 25 août à Chester      | 25 août à Chester      | 4                       |   |  |                   |                   |  |  |                    |                    |  |  |                    |                    |
|  | 8 août à San José        | 8 août à San José       |                           | 25 août à Chester      | 25 août à Chester      | Earthquakes de San José | 1 |  |                   |                   |  |  |                    |                    |  |  |                    |                    |
|  | Earthquakes de San José  | 5                       | Union de Philadelphie     | 2 (1)                  |                        | Earthquakes de San José | 1 |  |                   |                   |  |  |                    |                    |  |  |                    |                    |
|  | Earthquakes de San José  | 5                       | Union de Philadelphie     | 2 (1)                  |                        |                         |   |  |                   |                   |  |  |                    |                    |  |  |                    |                    |
|  | Club Necaxa              | 0                       |                           | Rapids du Colorado tab | 2 (3)                  |                         |   |  |                   |                   |  |  |                    |                    |  |  |                    |                    |
|  | Club Necaxa              | 0                       |                           | Rapids du Colorado tab | 2 (3)                  |                         |   |  |                   |                   |  |  |                    |                    |  |  |                    |                    |

### Seizièmes de finale
| 7 août 2024 | Los Angeles FC            | 2 - 0   | Austin FC | BMO Stadium, Los Angeles                     |                                              |
| 19h30 UTC−7 | Bouanga 11e · Olivera 61e | (1 - 0) |           | Spectateurs : 12 930 Arbitrage : Jon Freemon | Spectateurs : 12 930 Arbitrage : Jon Freemon |
| 19h30 UTC−7 | Rapport                   |         |           | Spectateurs : 12 930 Arbitrage : Jon Freemon | Spectateurs : 12 930 Arbitrage : Jon Freemon |

| 7 août 2024 | Whitecaps de Vancouver | 0 - 2   | Pumas UNAM                 | BC Place, Vancouver                                |                                                    |
| 19h30 UTC−7 |                        | (0 - 1) | 36e Huerta · 57e Ruvalcaba | Spectateurs : 9 691 Arbitrage : César Arturo Ramos | Spectateurs : 9 691 Arbitrage : César Arturo Ramos |
| 19h30 UTC−7 | Rapport                |         |                            | Spectateurs : 9 691 Arbitrage : César Arturo Ramos | Spectateurs : 9 691 Arbitrage : César Arturo Ramos |

| 8 août 2024 | Inter Miami CF                        | 4 - 3   | Toronto FC                                      | Chase Stadium, Fort Lauderdale                   |                                                  |
| 19h30       | Rojas 3e 59e · Gómez 11e · Suárez 20e | (3 - 2) | 15e (pen.) 41e (pen.) Insigne · 79e (csc) Allen | Spectateurs : 10 543 Arbitrage : Adonai Escobedo | Spectateurs : 10 543 Arbitrage : Adonai Escobedo |
| 19h30       | Rapport                               |         |                                                 | Spectateurs : 10 543 Arbitrage : Adonai Escobedo | Spectateurs : 10 543 Arbitrage : Adonai Escobedo |

| 8 août 2024 | Tigres UANL | 1 - 0   | CF Pachuca | Q2 Stadium, Austin                            |                                               |
| 20h00 UTC−5 | Flores 65e  | (0 - 0) |            | Spectateurs : 5 520 Arbitrage : Mario Escobar | Spectateurs : 5 520 Arbitrage : Mario Escobar |
| 20h00 UTC−5 | Rapport     |         |            | Spectateurs : 5 520 Arbitrage : Mario Escobar | Spectateurs : 5 520 Arbitrage : Mario Escobar |

| 8 août 2024 | Sounders de Seattle                  | 3 - 1   | Galaxy de Los Angeles | Lumen Field, Seattle                           |                                                |
| 19h30 UTC−7 | Gómez 4e · Ragen 7e · A.Roldán 45+4e | (3 - 0) | 83e Pec               | Spectateurs : 17 242 Arbitrage : Lukasz Szpala | Spectateurs : 17 242 Arbitrage : Lukasz Szpala |
| 19h30 UTC−7 | Rapport                              |         |                       | Spectateurs : 17 242 Arbitrage : Lukasz Szpala | Spectateurs : 17 242 Arbitrage : Lukasz Szpala |

| 8 août 2024 | Earthquakes de San José                              | 5 - 0   | Club Necaxa | PayPal Park, San José                           |                                                 |
| 20h00 UTC−7 | Yueill 5e · López 17e · Ebobisse 29e 35e · Marie 88e | (4 - 0) |             | Spectateurs : 10 227 Arbitrage : Ismael Cornejo | Spectateurs : 10 227 Arbitrage : Ismael Cornejo |
| 20h00 UTC−7 | Rapport                                              |         |             | Spectateurs : 10 227 Arbitrage : Ismael Cornejo | Spectateurs : 10 227 Arbitrage : Ismael Cornejo |

| 9 août 2024 | FC Cincinnati                                      | 1 - 1             | Club Santos Laguna                                  | TQL Stadium, Cincinnati                         |                                                 |
| 19h30       | Orellano 11e                                       | (1 - 1)           | 5e Lozano                                           | Spectateurs : 18 014 Arbitrage : Victor Cáceres | Spectateurs : 18 014 Arbitrage : Victor Cáceres |
| 19h30       | Rapport                                            |                   |                                                     | Spectateurs : 18 014 Arbitrage : Victor Cáceres | Spectateurs : 18 014 Arbitrage : Victor Cáceres |
| 19h30       | Acosta · Kelsy · Orellano · Baird · Bucha · Santos | Tirs au but 6 - 5 | Villalba · Amione · Núñez · Naveda · Macías · López | Spectateurs : 18 014 Arbitrage : Victor Cáceres | Spectateurs : 18 014 Arbitrage : Victor Cáceres |

| 9 août 2024 | Crew de Columbus                         | 4 - 0   | Sporting de Kansas City | Lower.com Field, Columbus                      |                                                |
| 19h30       | Rossi 44e 57e · Jones 77e · Chambost 79e | (1 - 0) |                         | Spectateurs : 20 397 Arbitrage : Juan Calderón | Spectateurs : 20 397 Arbitrage : Juan Calderón |
| 19h30       | Rapport                                  |         |                         | Spectateurs : 20 397 Arbitrage : Juan Calderón | Spectateurs : 20 397 Arbitrage : Juan Calderón |

| 9 août 2024 | D.C. United | 1 - 2   | Mazatlán FC              | Audi Field, Washington                       |                                              |
| 19h30       | Klich 74e   | (0 - 2) | 34e Bárcenas · 43e Rubio | Spectateurs : 8 808 Arbitrage : Selvin Brown | Spectateurs : 8 808 Arbitrage : Selvin Brown |
| 19h30       | Rapport     |         |                          | Spectateurs : 8 808 Arbitrage : Selvin Brown | Spectateurs : 8 808 Arbitrage : Selvin Brown |

| 9 août 2024 | Revolution de la Nouvelle-Angleterre                           | 1 - 1             | New York City FC                                                    | Gillette Stadium, Foxborough               |                                            |
| 19h30       | Wood 40e                                                       | (1 - 1)           | 35e (pen.) Rodríguez                                                | Spectateurs : 7 267 Arbitrage : Julio Luna | Spectateurs : 7 267 Arbitrage : Julio Luna |
| 19h30       | Rapport                                                        |                   |                                                                     | Spectateurs : 7 267 Arbitrage : Julio Luna | Spectateurs : 7 267 Arbitrage : Julio Luna |
| 19h30       | McNamara · Polster · Harkes · Arreaga · Bye · Panayotou · Kaye | Tirs au but 6 - 7 | Martínez · Martins · Morález · Sands · Rodríguez · Fernández · Haak | Spectateurs : 7 267 Arbitrage : Julio Luna | Spectateurs : 7 267 Arbitrage : Julio Luna |

| 9 août 2024 | Orlando City SC                                             | 0 - 0             | Cruz Azul FC                                          | Inter&Co Stadium, Orlando                          |                                                    |
| 19h30       |                                                             | (0 - 0)           |                                                       | Spectateurs : 17 057 Arbitrage : Fernando Guerrero | Spectateurs : 17 057 Arbitrage : Fernando Guerrero |
| 19h30       | Rapport                                                     |                   |                                                       | Spectateurs : 17 057 Arbitrage : Fernando Guerrero | Spectateurs : 17 057 Arbitrage : Fernando Guerrero |
| 19h30       | Jansson · Lodeiro · Muriel · McGuire · Torres · Þórhallsson | Tirs au but 4 - 5 | Rivero · Montaño · Ditta · Piovi · Sepúlveda · Antuna | Spectateurs : 17 057 Arbitrage : Fernando Guerrero | Spectateurs : 17 057 Arbitrage : Fernando Guerrero |

| 9 août 2024 | Union de Philadelphie | 2 - 0   | CF Montréal | Subaru Park, Chester                            |                                                 |
| 19h30       | Baribo 45+1e 90+6e    | (1 - 0) |             | Spectateurs : 7 214 Arbitrage : Daniel Quintero | Spectateurs : 7 214 Arbitrage : Daniel Quintero |
| 19h30       | Rapport               |         |             | Spectateurs : 7 214 Arbitrage : Daniel Quintero | Spectateurs : 7 214 Arbitrage : Daniel Quintero |

| 9 août 2024 | St. Louis City SC                      | 3 - 1   | Timbers de Portland | CityPark, Saint-Louis                                |                                                      |
| 20h30       | Teuchert 51e · Hartel 83e · Becher 88e | (0 - 0) | 54e Bravo           | Spectateurs : 10 833 Arbitrage : Pierre-Luc Lauzière | Spectateurs : 10 833 Arbitrage : Pierre-Luc Lauzière |
| 20h30       | Rapport                                |         |                     | Spectateurs : 10 833 Arbitrage : Pierre-Luc Lauzière | Spectateurs : 10 833 Arbitrage : Pierre-Luc Lauzière |

| 9 août 2024 | Deportivo Toluca                              | 2 - 2             | Dynamo de Houston                                    | Shell Energy Stadium, Houston                   |                                                 |
| 19h30 UTC−5 | Angulo 39e · López 90+6e                      | (1 - 1)           | 41e Ponce · 62e Micael                               | Spectateurs : 13 053 Arbitrage : Rubiel Vazquez | Spectateurs : 13 053 Arbitrage : Rubiel Vazquez |
| 19h30 UTC−5 | Rapport                                       |                   |                                                      | Spectateurs : 13 053 Arbitrage : Rubiel Vazquez | Spectateurs : 13 053 Arbitrage : Rubiel Vazquez |
| 19h30 UTC−5 | Volpi · Morales · Paulinho · Gallardo · López | Tirs au but 5 - 4 | Dorsey · Kowalczyk · Ferreira · Ennali · Sviatchenko | Spectateurs : 13 053 Arbitrage : Rubiel Vazquez | Spectateurs : 13 053 Arbitrage : Rubiel Vazquez |

| 9 août 2024 | FC Juárez                         | 2 - 3   | Rapids du Colorado                             | Dick's Sporting Goods Park, Commerce City           |                                                     |
| 21h30       | Zaldívar 18e · Hurtado 71e (pen.) | (1 - 2) | 28e Lewis · 45e (pen.) Mihailovic · 59e Harris | Spectateurs : 11 442 Arbitrage : Armando Villarreal | Spectateurs : 11 442 Arbitrage : Armando Villarreal |
| 21h30       | Rapport                           |         |                                                | Spectateurs : 11 442 Arbitrage : Armando Villarreal | Spectateurs : 11 442 Arbitrage : Armando Villarreal |

| 9 août 2024 | Club América             | 2 - 1   | Atlas FC   | Snapdragon Stadium, San Diego                  |                                                |
| 19h00 UTC−7 | Sánchez 20e · Martín 73e | (1 - 0) | 59e Lozano | Spectateurs : 21 311 Arbitrage : Oshane Nation | Spectateurs : 21 311 Arbitrage : Oshane Nation |
| 19h00 UTC−7 | Rapport                  |         |            | Spectateurs : 21 311 Arbitrage : Oshane Nation | Spectateurs : 21 311 Arbitrage : Oshane Nation |

### Huitièmes de finale
| 12 août 2024 | Sounders de Seattle                                        | 4 - 0   | Pumas UNAM | Lumen Field, Seattle                           |                                                |
| 19h30 UTC−7  | Rothrock 32e · Morris 58e 90+5e (pen.) · Rusnák 71e (pen.) | (1 - 0) |            | Spectateurs : 23 189 Arbitrage : Joe Dickerson | Spectateurs : 23 189 Arbitrage : Joe Dickerson |
| 19h30 UTC−7  | Rapport                                                    |         |            | Spectateurs : 23 189 Arbitrage : Joe Dickerson | Spectateurs : 23 189 Arbitrage : Joe Dickerson |

| 13 août 2024 | Crew de Columbus            | 3 - 2   | Inter Miami CF        | Lower.com Field, Columbus                    |                                              |
| 19h30        | Ramirez 67e · Rossi 69e 80e | (0 - 1) | 10e Rojas · 62e Gómez | Spectateurs : 14 031 Arbitrage : Iván Barton | Spectateurs : 14 031 Arbitrage : Iván Barton |
| 19h30        | Rapport                     |         |                       | Spectateurs : 14 031 Arbitrage : Iván Barton | Spectateurs : 14 031 Arbitrage : Iván Barton |

| 13 août 2024 | FC Cincinnati          | 2 - 4   | Union de Philadelphie                    | TQL Stadium, Cincinnati                         |                                                 |
| 19h30        | Bucha 66e · Yedlin 80e | (0 - 0) | 51e Uhre · 61e 81e Baribo · 84e Sullivan | Spectateurs : 15 710 Arbitrage : Rubiel Vazquez | Spectateurs : 15 710 Arbitrage : Rubiel Vazquez |
| 19h30        | Rapport                |         |                                          | Spectateurs : 15 710 Arbitrage : Rubiel Vazquez | Spectateurs : 15 710 Arbitrage : Rubiel Vazquez |

| 13 août 2024 | Cruz Azul FC                           | 2 - 2             | Mazatlán FC                 | Audi Field, Washington             |                                    |
| 20h00        | Antuna 84e · Ditta 90+1e               | (0 - 2)           | 40e Colula · 45+1e Bárcenas | Arbitrage : Luis Enrique Santander | Arbitrage : Luis Enrique Santander |
| 20h00        | Rapport                                |                   |                             | Arbitrage : Luis Enrique Santander | Arbitrage : Luis Enrique Santander |
| 20h00        | Antuna · Rotondi · Ditta · Giakoumákis | Tirs au but 1 - 3 | Bárcenas · Colula · Torres  | Arbitrage : Luis Enrique Santander | Arbitrage : Luis Enrique Santander |

| 13 août 2024 | Tigres UANL | 1 - 2   | New York City FC            | Red Bull Arena, Harrison   |                            |
| 20h00        | Pizarro 18e | (1 - 1) | 20e Morález · 65e Rodríguez | Arbitrage : Keylor Herrera | Arbitrage : Keylor Herrera |
| 20h00        | Rapport     |         |                             | Arbitrage : Keylor Herrera | Arbitrage : Keylor Herrera |

| 13 août 2024 | Deportivo Toluca FC | 1 - 2   | Rapids du Colorado       | Dick's Sporting Goods Park, Commerce City    |                                              |
| 22h00        | Paulinho 83e        | (0 - 1) | 45e Navarro · 90+6e Yapi | Spectateurs : 9 742 Arbitrage : Walter López | Spectateurs : 9 742 Arbitrage : Walter López |
| 22h00        | Rapport             |         |                          | Spectateurs : 9 742 Arbitrage : Walter López | Spectateurs : 9 742 Arbitrage : Walter López |

| 13 août 2024 | Club América                                          | 4 - 2   | St. Louis City SC               | Dignity Health Sports Park, Carson           |                                              |
| 19h30 UTC−7  | Rodríguez 18e 86e (pen.) · Valdés 79e · Aguirre 90+8e | (1 - 0) | 49e Vassilev · 55e (pen.) Löwen | Spectateurs : 15 746 Arbitrage : Marco Ortiz | Spectateurs : 15 746 Arbitrage : Marco Ortiz |
| 19h30 UTC−7  | Rapport                                               |         |                                 | Spectateurs : 15 746 Arbitrage : Marco Ortiz | Spectateurs : 15 746 Arbitrage : Marco Ortiz |

| 13 août 2024 | Los Angeles FC                                      | 4 - 1   | Earthquakes de San José | BMO Stadium, Los Angeles                             |                                                      |
| 19h30 UTC−7  | Olivera 18e · Bouanga 45+5e (pen.) 66e · Bogusz 61e | (2 - 1) | 41e López               | Spectateurs : 14 911 Arbitrage : Pierre-Luc Lauzière | Spectateurs : 14 911 Arbitrage : Pierre-Luc Lauzière |
| 19h30 UTC−7  | Rapport                                             |         |                         | Spectateurs : 14 911 Arbitrage : Pierre-Luc Lauzière | Spectateurs : 14 911 Arbitrage : Pierre-Luc Lauzière |

### Quarts de finale
| 17 août 2024 | Crew de Columbus                                   | 1 - 1             | New York City FC                                      | Lower.com Field, Columbus                      |                                                |
| 18h00 UTC−4  | Hernández 41e                                      | (1 - 1)           | 1re Martínez                                          | Spectateurs : 14 071 Arbitrage : Joe Dickerson | Spectateurs : 14 071 Arbitrage : Joe Dickerson |
| 18h00 UTC−4  | Rapport                                            |                   |                                                       | Spectateurs : 14 071 Arbitrage : Joe Dickerson | Spectateurs : 14 071 Arbitrage : Joe Dickerson |
| 18h00 UTC−4  | Camacho · Russell-Rowe · Rossi · Hernández · Jones | Tirs au but 4 - 3 | Thiago Martins · Bakrar · Morález · Sands · Rodríguez | Spectateurs : 14 071 Arbitrage : Joe Dickerson | Spectateurs : 14 071 Arbitrage : Joe Dickerson |

| 17 août 2024 | Union de Philadelphie                        | 1 - 1             | Mazatlán FC                                   | Subaru Park, Chester                         |                                              |
| 19h30 UTC−4  | Uhre 45+3e                                   | (1 - 0)           | 59e Escoboza                                  | Spectateurs : 9 336 Arbitrage : Selvin Brown | Spectateurs : 9 336 Arbitrage : Selvin Brown |
| 19h30 UTC−4  | Rapport                                      |                   |                                               | Spectateurs : 9 336 Arbitrage : Selvin Brown | Spectateurs : 9 336 Arbitrage : Selvin Brown |
| 19h30 UTC−4  | Martínez · Elliott · Lowe · Adeniran · Bueno | Tirs au but 4 - 3 | Colman · Árciga · Torres · Escoboza · Camacho | Spectateurs : 9 336 Arbitrage : Selvin Brown | Spectateurs : 9 336 Arbitrage : Selvin Brown |

| 17 août 2024 | Sounders de Seattle | 0 - 3   | Los Angeles FC                              | Lumen Field, Seattle                         |                                              |
| 17h30 UTC−7  |                     | (0 - 2) | 14e Hollingshead · 25e Kamara · 53e Bouanga | Spectateurs : 19 643 Arbitrage : César Ramos | Spectateurs : 19 643 Arbitrage : César Ramos |
| 17h30 UTC−7  | Rapport             |         |                                             | Spectateurs : 19 643 Arbitrage : César Ramos | Spectateurs : 19 643 Arbitrage : César Ramos |

| 17 août 2024 | Club América                                                                                          | 0 - 0             | Rapids du Colorado                                                                              | Dignity Health Sports Park, Carson              |                                                 |
| 19h00 UTC−7  | | (0 - 0)           |                                                                                                 | Spectateurs : 22 462 Arbitrage : Keylor Herrera | Spectateurs : 22 462 Arbitrage : Keylor Herrera |
| 19h00 UTC−7  | Rapport                                                                                               |                   |                                                                                                 | Spectateurs : 22 462 Arbitrage : Keylor Herrera | Spectateurs : 22 462 Arbitrage : Keylor Herrera |
| 19h00 UTC−7  | Martín · Reyes · Sánchez · Cáceres · Lichnovsky · Calderón · Fidalgo · Hernández · Espinoza · Malagón | Tirs au but 8 - 9 | Mihailovic · Bassett · Navarro · Maxsø · Ronan · Rosenberry · Larraz · Vines · Harris · Steffen | Spectateurs : 22 462 Arbitrage : Keylor Herrera | Spectateurs : 22 462 Arbitrage : Keylor Herrera |

### Demi-finale
| 21 août 2024 | Crew de Columbus              | 3 - 1   | Union de Philadelphie | Lower.com Field, Columbus                           |                                                     |
| 19h30 UTC−4  | Rossi 12e 43e · Hernández 53e | (2 - 1) | 32e Gazdag            | Spectateurs : 12 784 Arbitrage : Armando Villarreal | Spectateurs : 12 784 Arbitrage : Armando Villarreal |
| 19h30 UTC−4  | Rapport                       |         |                       | Spectateurs : 12 784 Arbitrage : Armando Villarreal | Spectateurs : 12 784 Arbitrage : Armando Villarreal |

| 21 août 2024 | Los Angeles FC                                      | 4 - 0   | Rapids du Colorado | BMO Stadium, Los Angeles  |                           |
| 19h00 UTC−7  | Bogusz 42e · Kamara 45e · Bouanga 59e · O'Brien 75e | (2 - 0) |                    | Arbitrage : Mario Escobar | Arbitrage : Mario Escobar |
| 19h00 UTC−7  | Rapport                                             |         |                    | Arbitrage : Mario Escobar | Arbitrage : Mario Escobar |

### Match pour la3eplace
| 25 août 2024 | Union de Philadelphie              | 2 - 2             | Rapids du Colorado                   | Subaru Park, Chester                              |                                                   |
| 16h30 UTC−4  | Baribo 41e 44e                     | (2 - 1)           | 38e Harris · 49e Larraz              | Spectateurs : 8 417 Arbitrage : Fernando Guerrero | Spectateurs : 8 417 Arbitrage : Fernando Guerrero |
| 16h30 UTC−4  | Rapport                            |                   |                                      | Spectateurs : 8 417 Arbitrage : Fernando Guerrero | Spectateurs : 8 417 Arbitrage : Fernando Guerrero |
| 16h30 UTC−4  | Gazdag · Baribo · Elliott · Mbaizo | Tirs au but 1 - 3 | Mihailovic · Bassett · Maxsø · Ronan | Spectateurs : 8 417 Arbitrage : Fernando Guerrero | Spectateurs : 8 417 Arbitrage : Fernando Guerrero |

### Finale
Le Crew de Columbus remporte la finale 3-1 face au Los Angeles FC et gagne sa 1re Leagues Cup.
| 25 août 2024 | Crew de Columbus                         | 3 - 1   | Los Angeles FC | Lower.com Field, Columbus                      |                                                |
| 19h15 UTC−4  | Hernández 45e 90+2e · Russell-Rowe 90+4e | (1 - 0) | 57e Giroud     | Spectateurs : 20 190 Arbitrage : Oshane Nation | Spectateurs : 20 190 Arbitrage : Oshane Nation |
| 19h15 UTC−4  | Rapport                                  |         |                | Spectateurs : 20 190 Arbitrage : Oshane Nation | Spectateurs : 20 190 Arbitrage : Oshane Nation |

## Statistiques et récompenses

### Classement de la compétition
Le vainqueur se qualifie pour les huitièmes de finale de la Coupe des champions 2025, tandis que le finaliste et le vainqueur de la petite finale rentrent au premier tour.
| Place              | Équipe                | Stade de la compétition |
| ------------------ | --------------------- | ----------------------- |
| Médaille d'or      | Crew de Columbus      | Vainqueur               |
| Médaille d'argent  | Los Angeles FC        | Finale                  |
| Médaille de bronze | Rapids du Colorado    | Troisième               |
| 4                  | Union de Philadelphie | Quatrième               |

### Récompenses individuelles
| Catégorie        | Lauréats        | Club                  |
| ---------------- | --------------- | --------------------- |
| Meilleur joueur  | Cucho Hernández | Crew de Columbus      |
| Meilleur gardien | Zack Steffen    | Rapids du Colorado    |
| Meilleur buteur  | Tai Baribo (en) | Union de Philadelphie |

| # | Buteur             | Club                    | Buts |
| - | ------------------ | ----------------------- | ---- |
| 1 | Tai Baribo (en)    | Union de Philadelphie   | 7    |
| 2 | Denis Bouanga      | Los Angeles FC          | 6    |
| 2 | Diego Rossi        | Crew de Columbus        | 6    |
| 4 | Jeremy Ebobisse    | Earthquakes de San José | 4    |
| 4 | Cucho Hernández    | Crew de Columbus        | 4    |
| 4 | Cristian Olivera   | Los Angeles FC          | 4    |
| 4 | Matías Rojas       | Inter Miami             | 4    |
| 8 | Jesús Angulo       | Deportivo Toluca        | 3    |
| 8 | Mateusz Bogusz     | Los Angeles FC          | 3    |
| 8 | Kei Kamara         | Los Angeles FC          | 3    |
| 8 | Jordan Morris      | Sounders de Seattle     | 3    |
| 8 | Santiago Rodríguez | New York City FC        | 3    |

| Source : Classement des buteurs |

|   | Passeurs          | Club                | Passes |
| - | ----------------- | ------------------- | ------ |
| 1 | Jordi Alba        | Inter Miami         | 5      |
| 2 | Denis Bouanga     | Los Angeles FC      | 3      |
| 2 | Evander           | Timbers de Portland | 3      |
| 2 | Cucho Hernández   | Crew de Columbus    | 3      |
| 2 | Ryan Hollingshead | Los Angeles FC      | 3      |
| 2 | Eduard Löwen      | St. Louis City      | 3      |
| 2 | Albert Rusnák     | Sounders de Seattle | 3      |

| Source : Classement des passeurs |